# Akalat moustachu
Malacopteron magnirostre
Espèce
Statut de conservation UICN

 LC  : Préoccupation mineure
L’Akalat moustachu (Malacopteron magnirostre) est une espèce de passereau de la famille des Pellorneidae.

## Répartition
On le trouve en Birmanie, Brunei, Indonésie, Malaisie, Singapour et Thaïlande.

## Habitat
Il habite les forêts humides tropicales et subtropicales de basse altitude.